# 전기도금

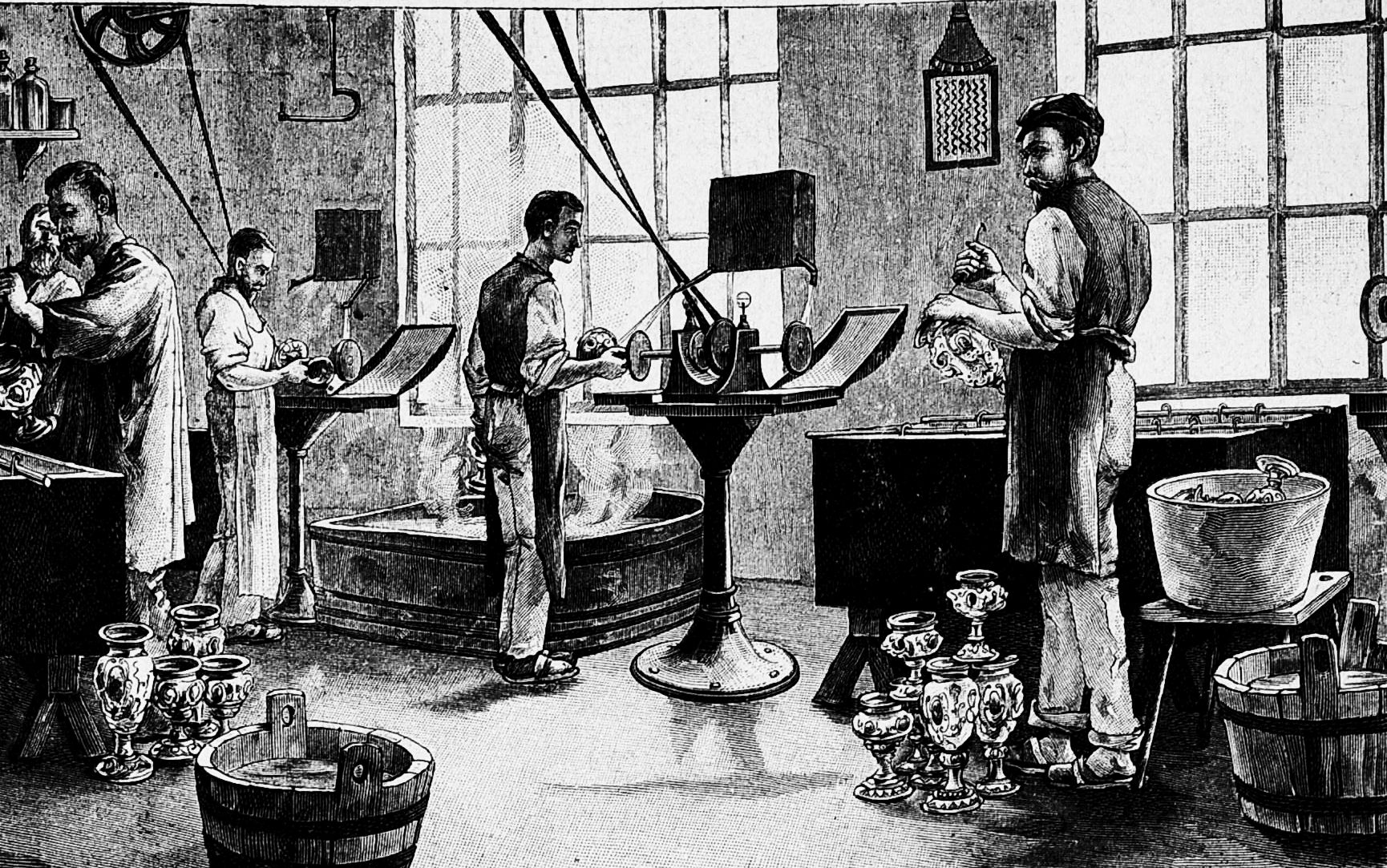

전기도금(Electroplating)은 전기에너지를 이용하여 금속 또는 비금속 소지에 다른 금속의 피막을 만들어주는 방법이다.
일반적으로 입힐 도금 금속을 양극으로, 피도금체를 음극으로 하여 양극의 금속 이온을 가진 전해질을 통해서 전기를 흘러주어 양극의 금속이온을 음극에서 전착 석출하게 하는 방법을 말한다.